# Murex pecten
Murex pecten là một loài ốc biển săn mồi trong họ Muricidae, ốc đá.
Vỏ loài ốc sinh sống ở Ấn Độ-Thái Bình Dương này có một ống xi phông dài có nhiều ngạnh bảo vệ nó trước kẻ săn mồi. Giống như nhiều loài ốc biển murex khác, nó ăn các loài thân mềm khác.
Loài ốc này dài từ 10–15 cm.
|  |  |

## Hình ảnh

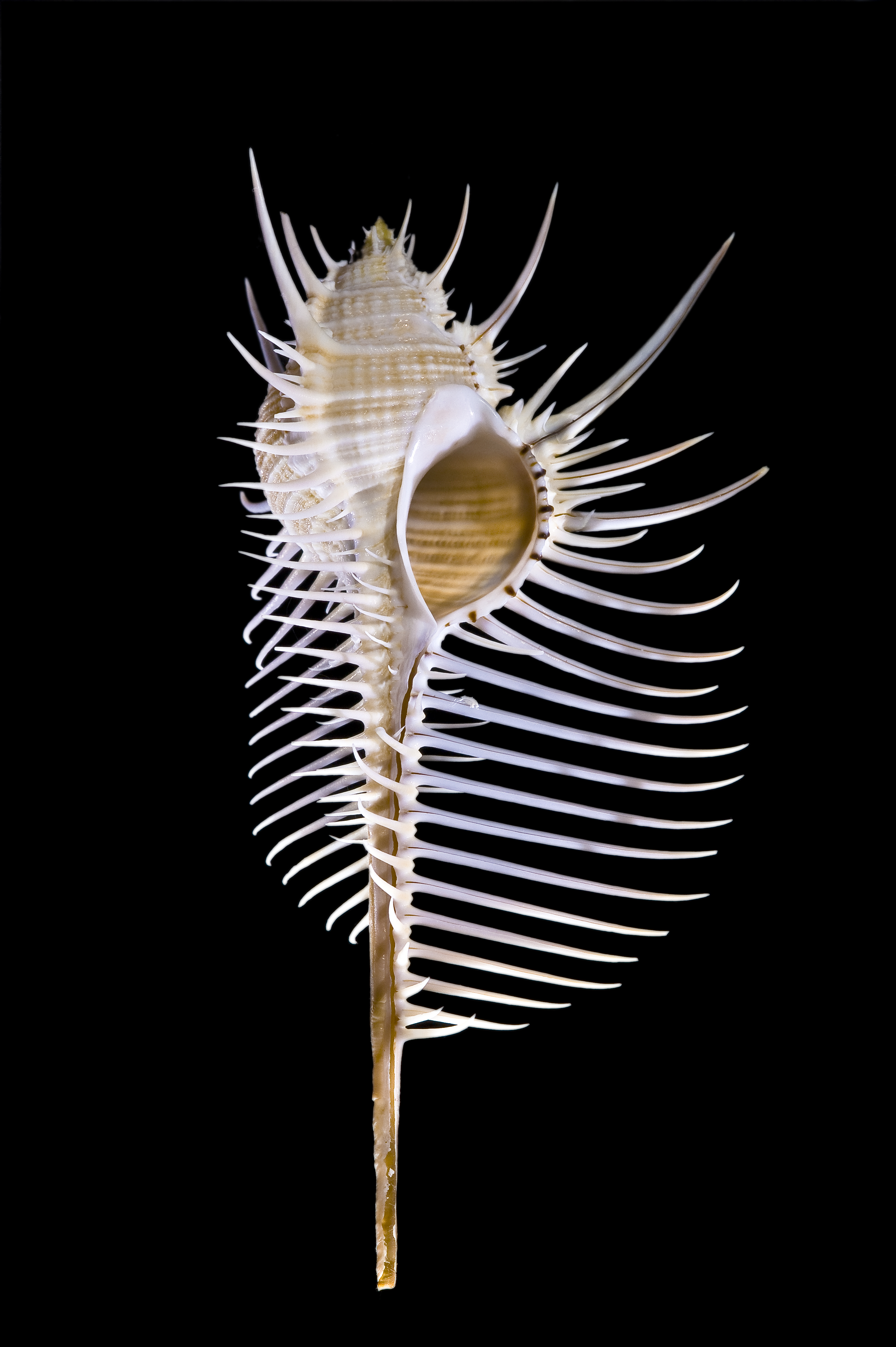
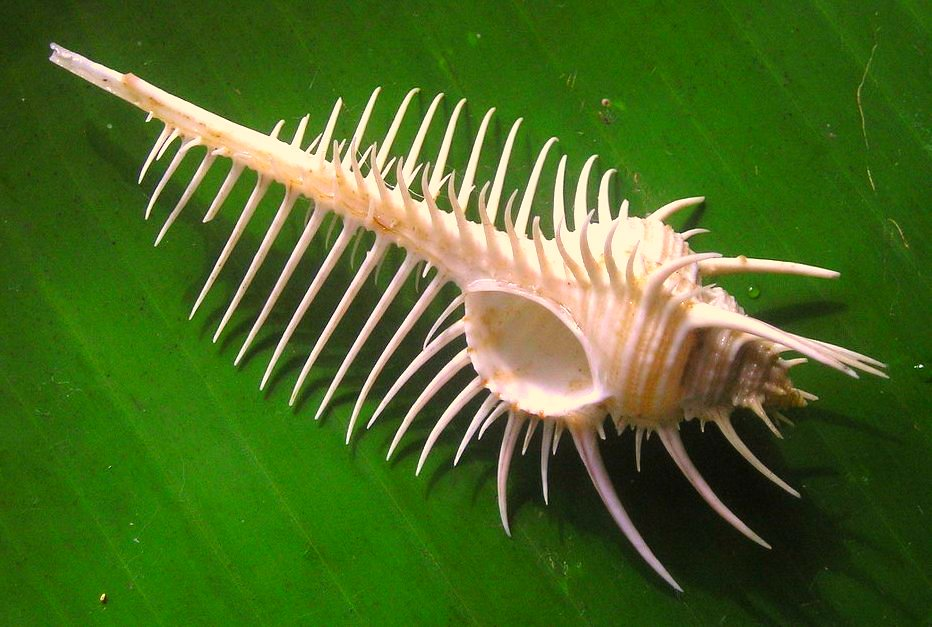
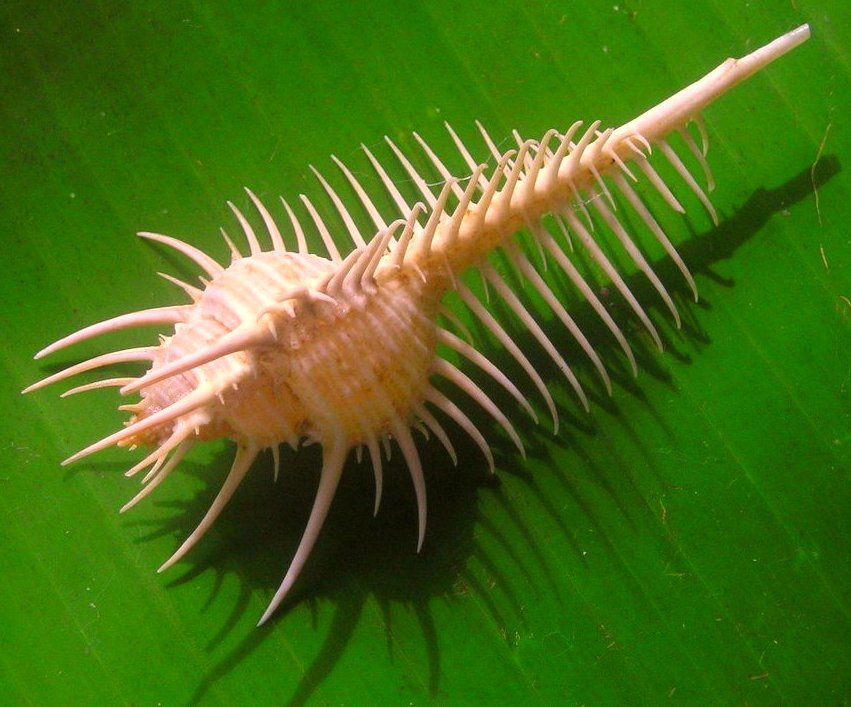
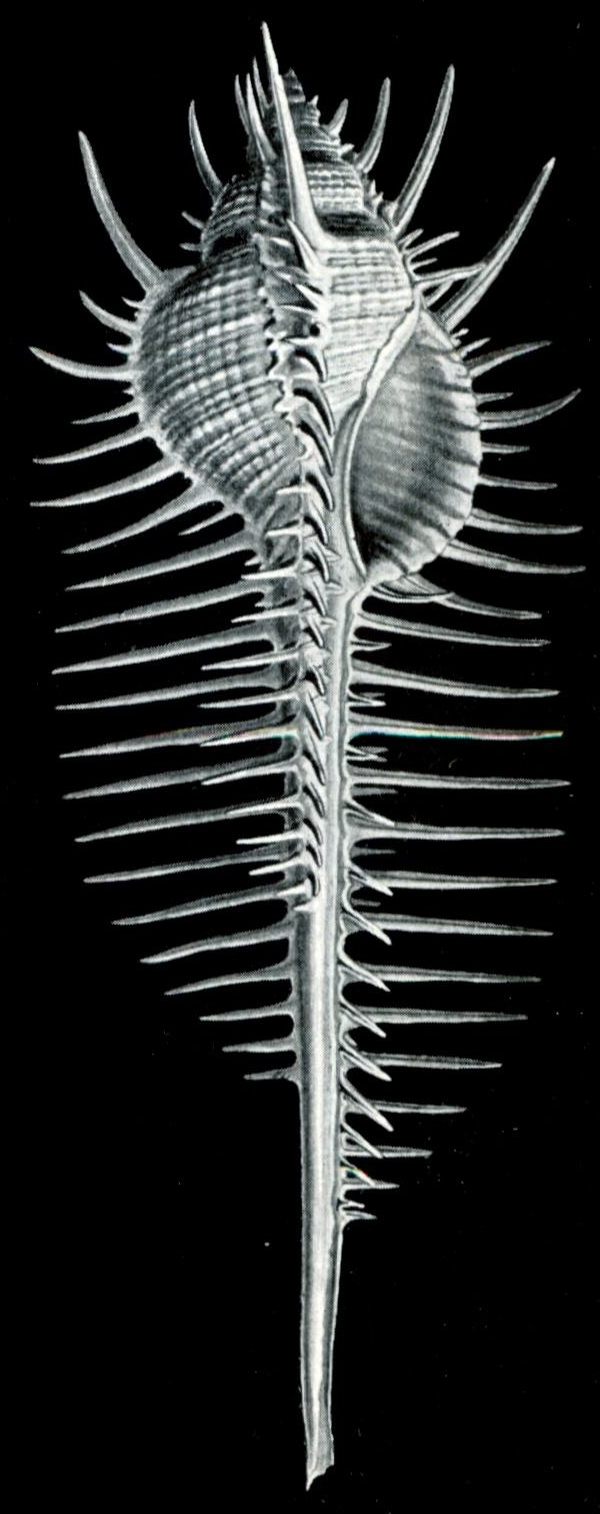